# Caragonia bella
Caragonia bella är en insektsart som beskrevs av Takiya, Cavichioli et Mejdalani 2003. Caragonia bella ingår i släktet Caragonia och familjen dvärgstritar. Inga underarter finns listade i Catalogue of Life.